# ویالبا، پورتوریکو
ویالبا (به انگلیسی: Villalba) یک منطقهٔ مسکونی در ایالات متحده آمریکا است که در پورتوریکو واقع شده‌است.
 ویالبا ۹۷٫۶۱ کیلومتر مربع مساحت و ۲۶٬۰۷۳ نفر جمعیت دارد.

## جغرافیا
ویالبا، در ناحیه مرکزی پورتوریکو، در یک دره در سلسله کوه‌های وسطی قرار دارد. 
نقطهٔ بلندترین در شهرداری، سررو ال بولو با ارتفاع ۳۵۲۶ فوت (۱۰۷۵ متر) است.
- دریاچه گویابل
- دریاچه توآ واکا
- ذخیره‌گاه جنگلی تورو نگرو